# Sirdija
Sirdija (em cirílico: Сирдија) é uma vila da Sérvia localizada no município de Osečina, pertencente ao distrito de Kolubara. A sua população era de 241 habitantes segundo o censo de 2011.

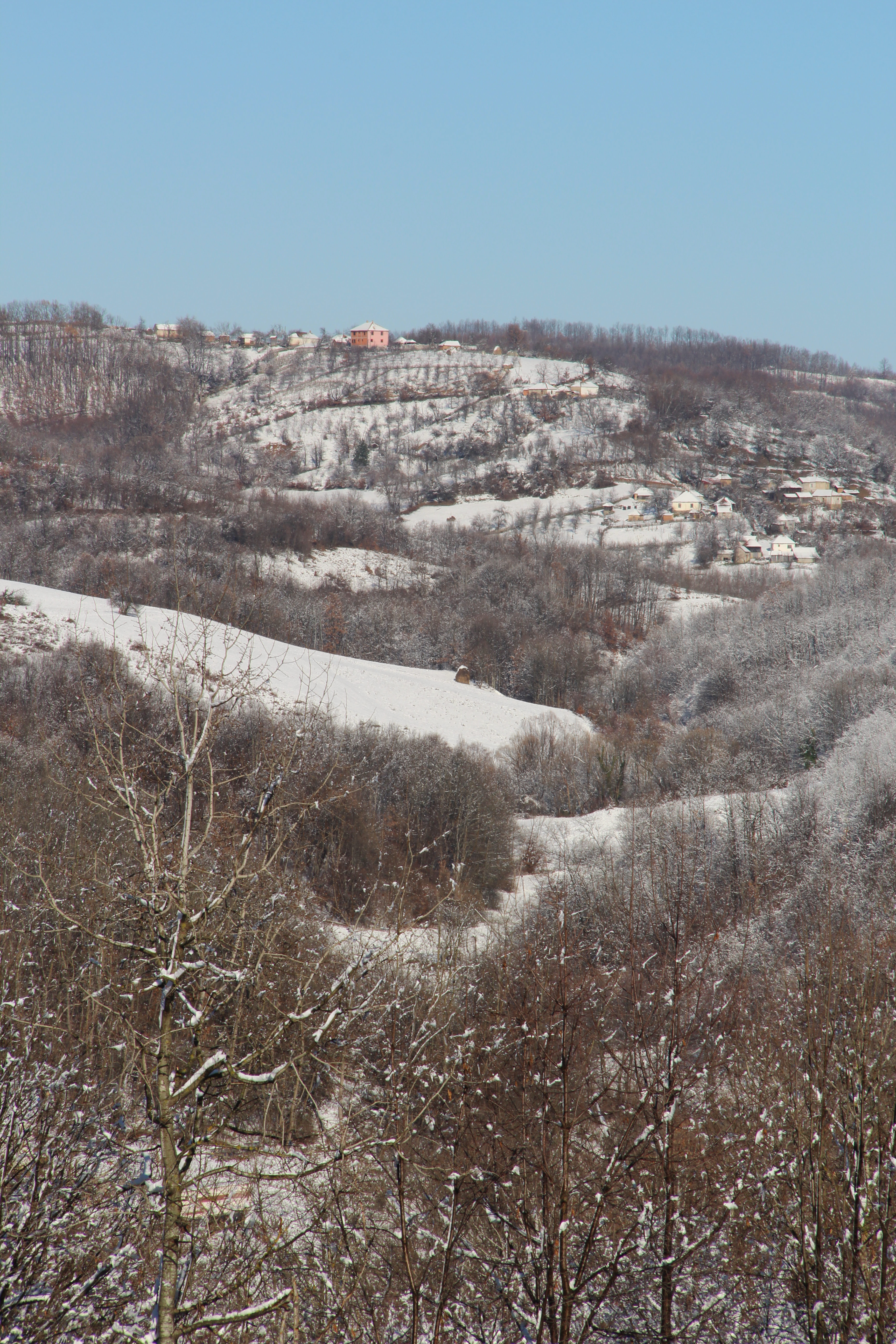
Sirdija - panorama
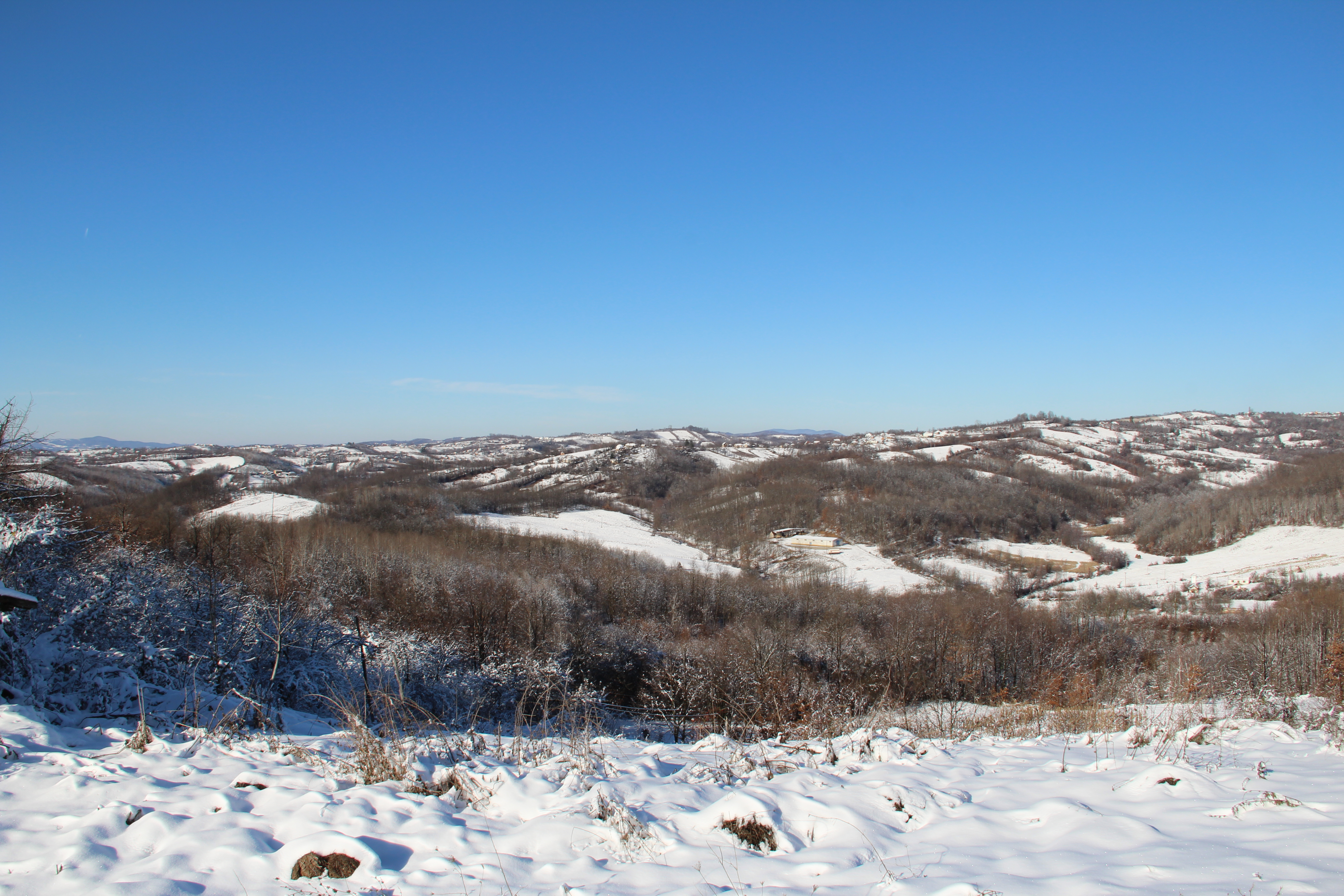
Sirdija - panorama
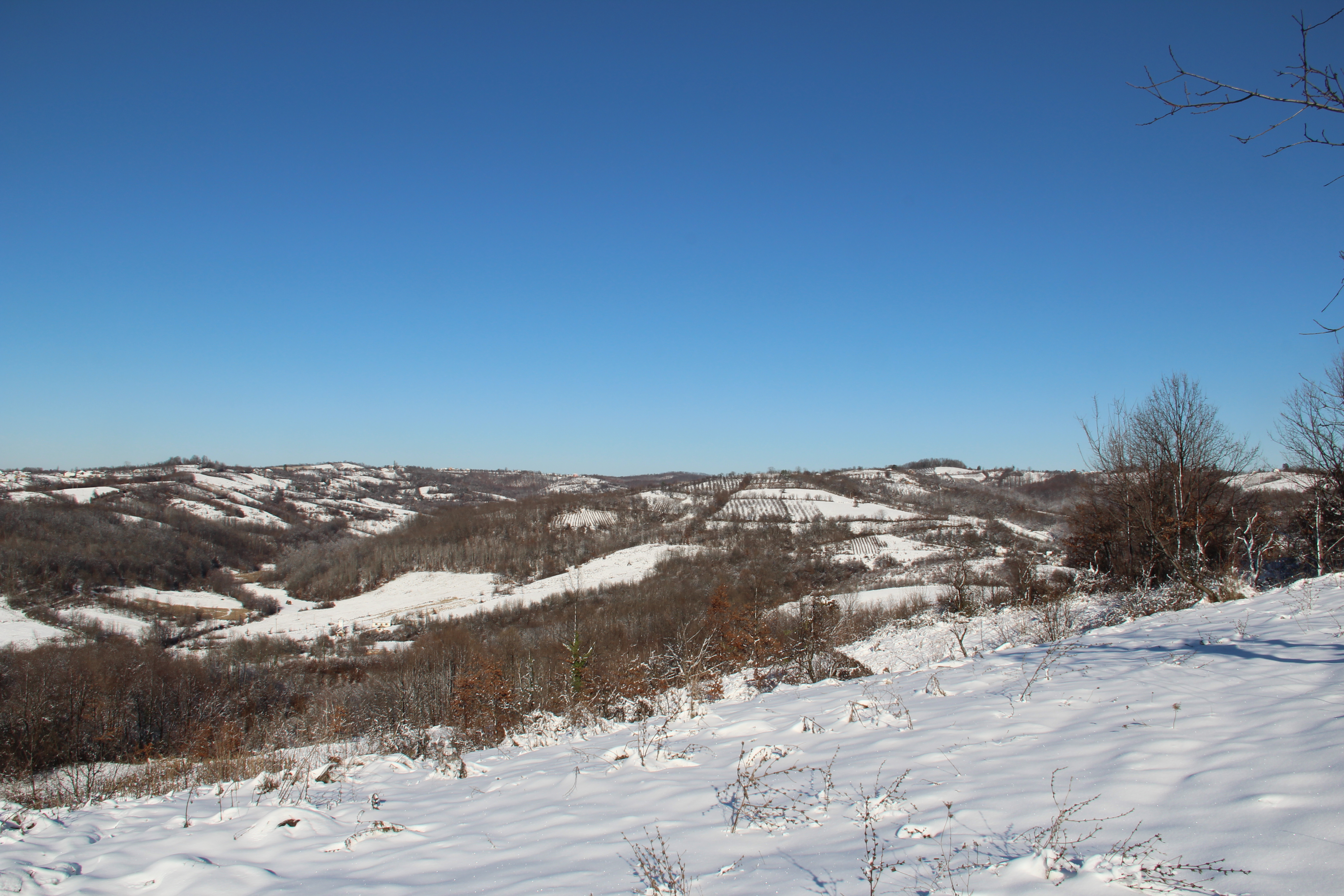
Sirdija - panorama
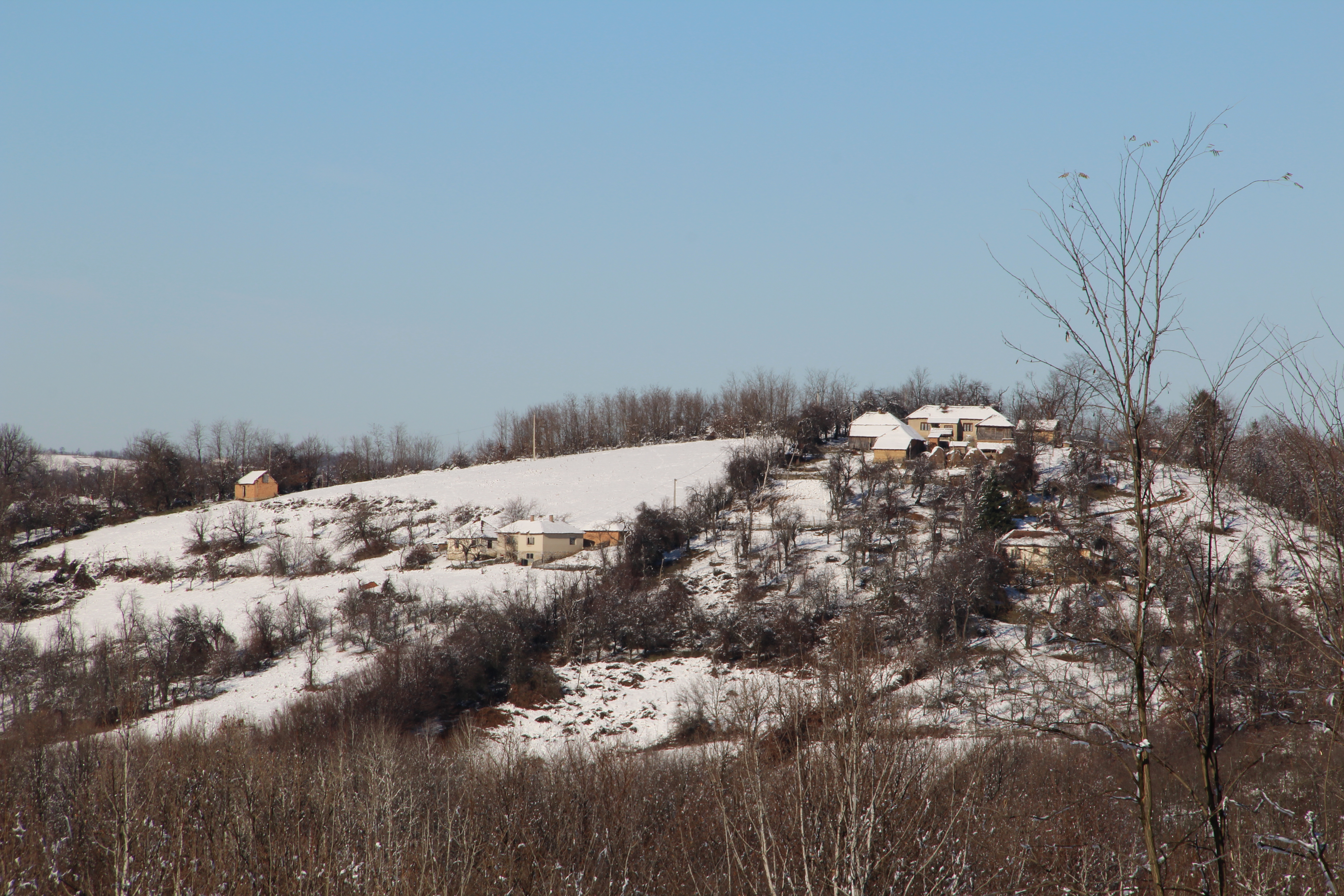
Sirdija - panorama
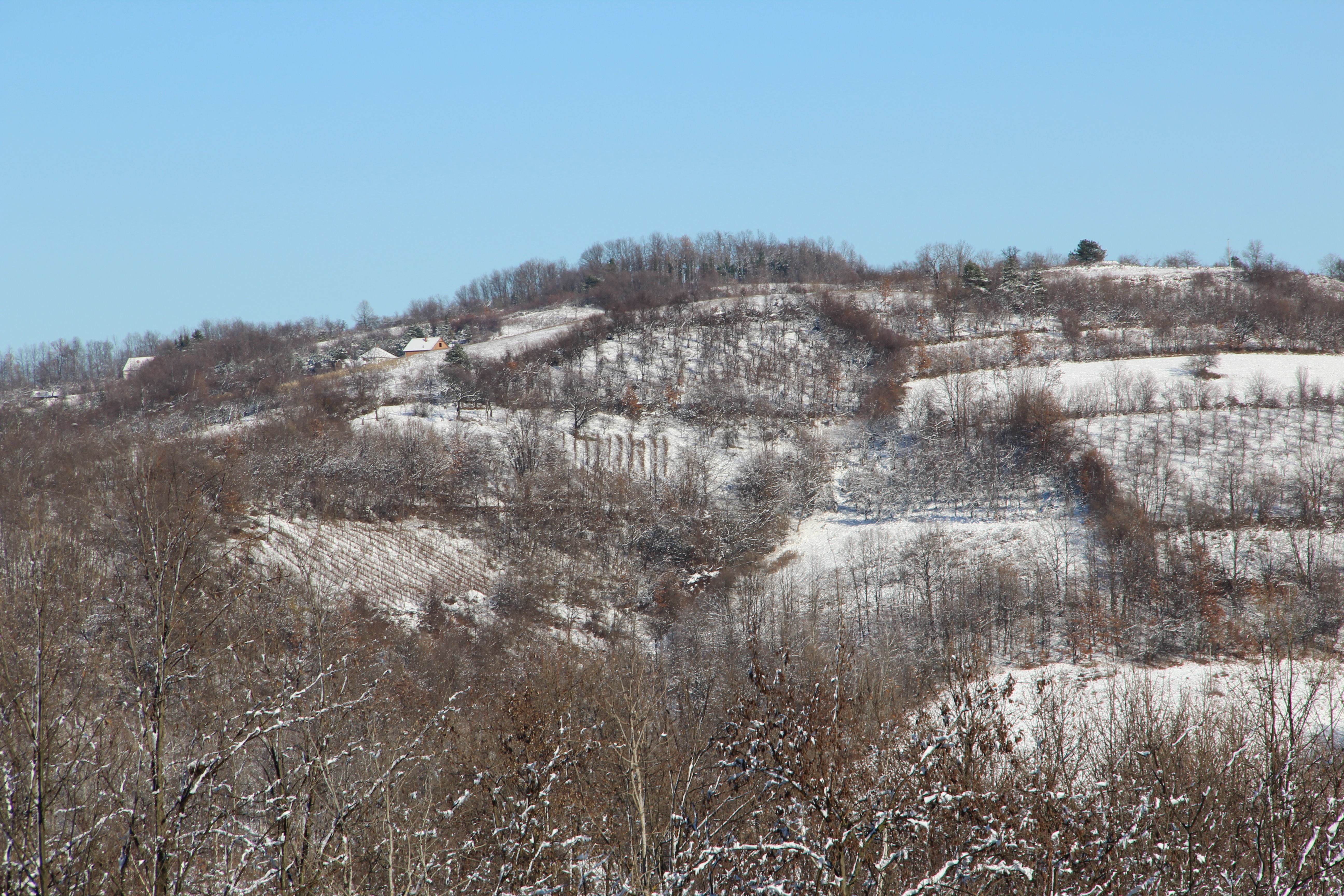
Sirdija - panorama
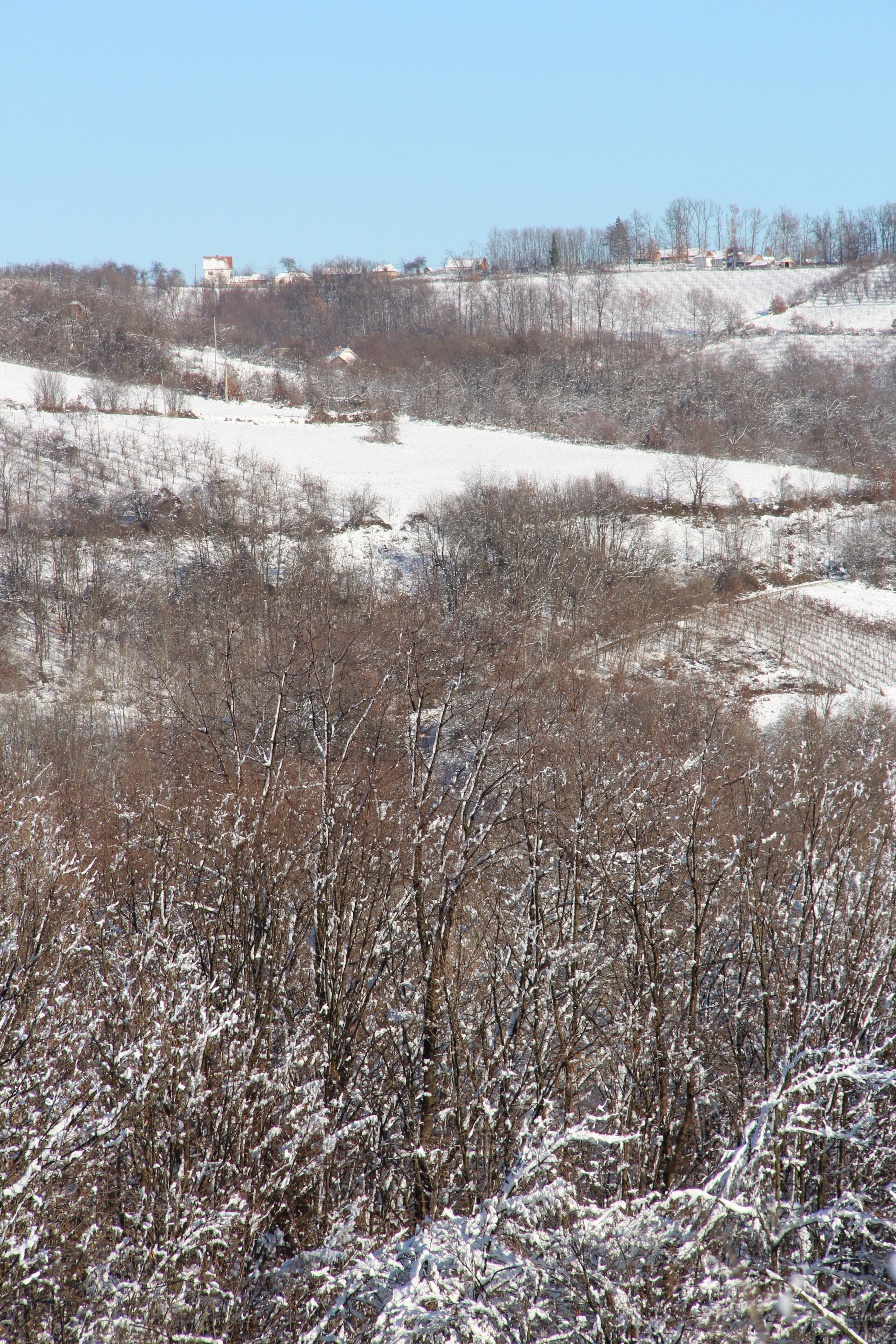
Sirdija - panorama
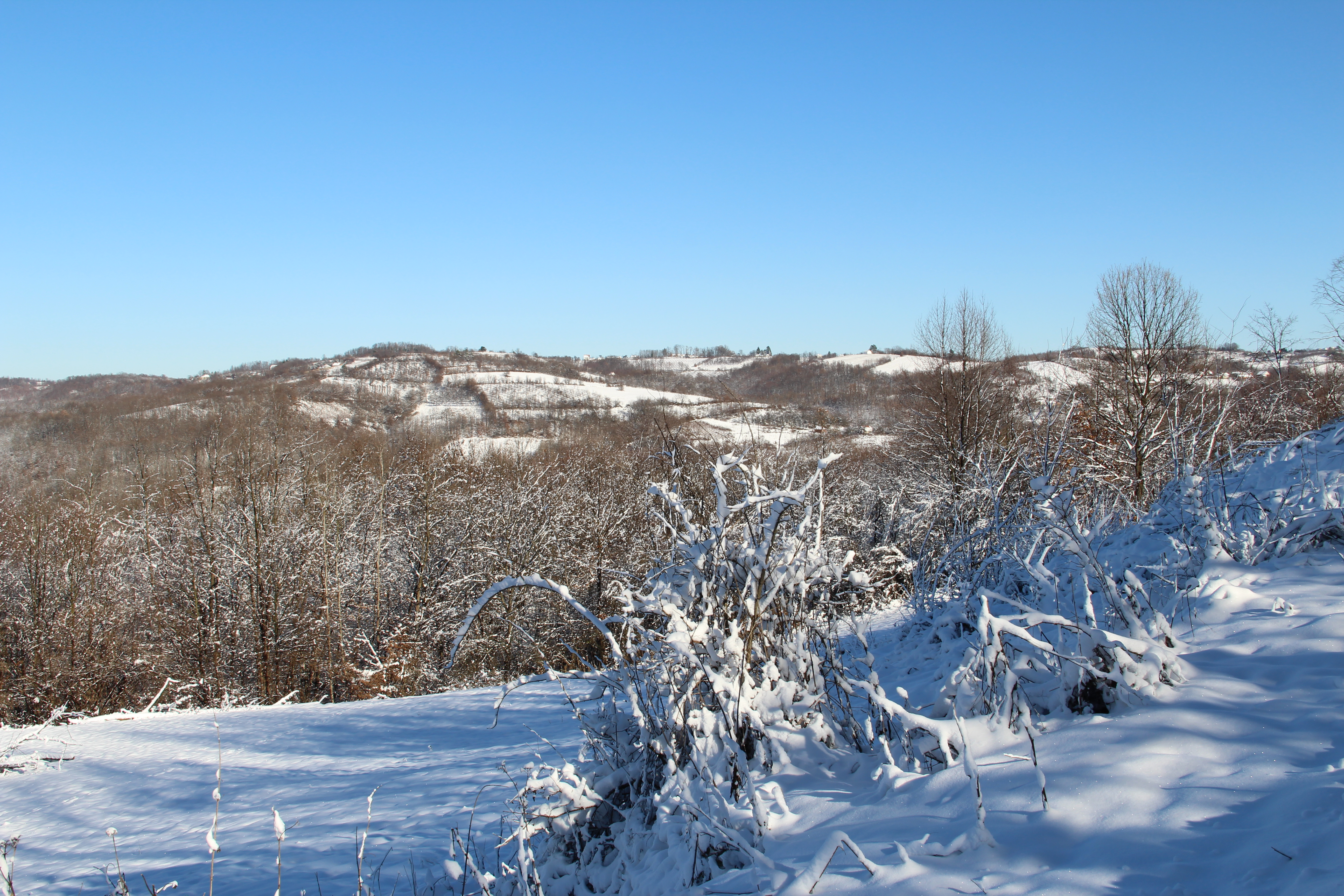
Sirdija - panorama

## Demografia
| 1948 | 1953 | 1961 | 1971 | 1981 | 1991 | 2002 | 2011 |
| ---- | ---- | ---- | ---- | ---- | ---- | ---- | ---- |
| 739  | 791  | 705  | 638  | 530  | 421  | 330  | 241  |